# Eich (Pfungstadt)
Eich ist ein Ortsteil im Pfungstädter Stadtteil Eschollbrücken und bildet zusammen mit diesem den Ortsbezirk Eschollbrücken / Eich mit einem gemeinsamen Ortsbeirat und Ortsvorsteher.

## Geographie
Eich liegt im südhessischen Landkreis Darmstadt-Dieburg. Die nächstgrößere Stadt ist Darmstadt und liegt in etwa elf Kilometer entfernt. Der Ortsteil Eich hat eine eigene Gemarkung.
Im Norden grenzt Eich an Eschollbrücken, im Süden an Hahn. Im Osten liegt die Kernstadt Pfungstadt und im Westen liegt Crumstadt (Kreis Groß-Gerau).

## Geschichte

### Ortsgeschichte
Die älteste erhaltene Nennung von Eich stammt von 1335. 1662 kaufte die Landgrafschaft Hessen-Darmstadt die Frankensteinischen Lehen der Herren von Wallbrunn und damit auch Eich.
Die Statistisch-topographisch-historische Beschreibung des Großherzogthums Hessen berichtet 1829 über Eich:

„Eich (L. Bez. Bensheim) luth. Filiadorf; liegt 3 1⁄4 St. von Bensheim, und hat 13 Häuser und 90 luth. Einw., unter welchen 7 Bauern, 3 Handwerker und 4 Taglöhner sich befinden.“

Die Gemeinde Eich wurde im Zuge der Gebietsreform in Hessen zum 31. Dezember 1971 auf freiwilliger Basis als Ortsteil nach Eschollbrücken eingegliedert und wurde mit der Eingliederung Eschollbrückens nach Pfungstadt am 1. Januar 1977 ein Ortsteil des Stadtteils Eschollbrückens der Stadt Pfungstadt. Für Eschollbrücken und Eich wurde ein gemeinsamer Ortsbezirk gebildet.

### Verwaltungsgeschichte im Überblick
Die folgende Liste zeigt die Staaten und Verwaltungseinheiten, denen Eich angehört(e):
- vor 1479: Heiliges Römisches Reich, Grafschaft Katzenelnbogen, Obergrafschaft Katzenelnbogen
- ab 1479: Heiliges Römisches Reich, Landgrafschaft Hessen (durch Ernfall), Obergrafschaft Katzenelnbogen
- ab 1567: Heiliges Römisches Reich, Landgrafschaft Hessen-Darmstadt, Obergrafschaft Katzenelnbogen (1783: zum Amt Darmstadt, später Oberamt Darmstadt, Amt Pfungstadt), Zent Pfungstadt
- ab 1803: Heiliges Römisches Reich, Landgrafschaft Hessen-Darmstadt, Fürstentum Starkenburg, Amt Pfungstadt
- ab 1806: Großherzogtum Hessen,[Anm. 2] Fürstentum Starkenburg, Amt Pfungstadt
- ab 1815: Großherzogtum Hessen[Anm. 3], Provinz Starkenburg, Amt Pfungstadt
- ab 1821: Großherzogtum Hessen, Provinz Starkenburg, Landratsbezirk Bensheim[Anm. 4]
- ab 1832: Großherzogtum Hessen, Provinz Starkenburg, Kreis Bensheim
- ab 1848: Großherzogtum Hessen, Regierungsbezirk Heppenheim
- ab 1852: Großherzogtum Hessen, Provinz Starkenburg, Kreis Darmstadt
- ab 1871: Deutsches Reich, Großherzogtum Hessen, Provinz Starkenburg, Kreis Darmstadt
- ab 1918: Deutsches Reich (Weimarer Republik), Volksstaat Hessen, Provinz Starkenburg, Kreis Darmstadt
- ab 1938: Deutsches Reich, Volksstaat Hessen, Landkreis Darmstadt[9][Anm. 5]
- ab 1945: Deutsches Reich, Amerikanische Besatzungszone,[Anm. 6] Groß-Hessen, Regierungsbezirk Darmstadt, Landkreis Darmstadt
- ab 1946: Deutsches Reich, Amerikanische Besatzungszone, Land Hessen, Regierungsbezirk Darmstadt, Landkreis Darmstadt
- ab 1949: Bundesrepublik Deutschland, Land Hessen, Regierungsbezirk Darmstadt, Landkreis Darmstadt
- ab 1971: Bundesrepublik Deutschland, Land Hessen, Regierungsbezirk Darmstadt, Landkreis Darmstadt, Gemeinde Eschollbrücken[Anm. 7]
- ab 1977: Bundesrepublik Deutschland, Land Hessen, Regierungsbezirk Darmstadt, Landkreis Darmstadt-Dieburg, Stadt Pfungstadt[Anm. 8]

### Gerichtszugehörigkeit
Eich gehörte zur Zent Pfungstadt deren Aufgaben ab etwa 1800 durch das Amt Pfungstadt mit wahrgenommen wurden. In der Landgrafschaft Hessen-Darmstadt wurde mit Ausführungsverordnung vom 9. Dezember 1803 das Gerichtswesen neu organisiert. Für das Fürstentum Starkenburg wurde das „Hofgericht Darmstadt“ als Gericht der zweiten Instanz eingerichtet. Die Rechtsprechung der ersten Instanz wurde hier durch das Amt wahrgenommen. Das Hofgericht war für normale bürgerliche Streitsachen Gericht der zweiten Instanz, für standesherrliche Familienrechtssachen und Kriminalfälle die erste Instanz. Übergeordnet war das Oberappellationsgericht Darmstadt. Die Zentgerichte hatten damit ihre Funktion verloren.
Mit Bildung der Landgerichte im Großherzogtum Hessen war ab 1821 das Landgericht Zwingenberg das Gericht erster Instanz. Die zweite Instanz war das Hofgericht Darmstadt.
Es folgten:
- 1839: Landgericht Gernsheim; zweite Instanz: Hofgericht Darmstadt
- 1853: Landgericht Darmstadt; zweite Instanz: Hofgericht Darmstadt
- 1879: Amtsgericht Darmstadt II; zweite Instanz: Landgericht Darmstadt
- 1932: Amtsgericht Darmstadt; zweite Instanz: Landgericht Darmstadt

### Einwohnerentwicklung
| • 1529: | 12 Hausgesesse          |
| • 1829: | 90 Einwohner, 13 Häuser |
| • 1867: | 89 Einwohner, 16 Häuser |

| Eich: Einwohnerzahlen von 1800 bis 2011 | Eich: Einwohnerzahlen von 1800 bis 2011 | Eich: Einwohnerzahlen von 1800 bis 2011 | Eich: Einwohnerzahlen von 1800 bis 2011 | Eich: Einwohnerzahlen von 1800 bis 2011 |
| --- | --------------------------------------- | --------------------------------------- | --------------------------------------- | --------------------------------------- |
| Jahr |                                         |                                         |                                         | Einwohner                               |
| 1800 | 1800                                    |                                         | 76                                      | 76                                      |
| 1829 | 1829                                    |                                         | 90                                      | 90                                      |
| 1834 | 1834                                    |                                         | 79                                      | 79                                      |
| 1840 | 1840                                    |                                         | 96                                      | 96                                      |
| 1846 | 1846                                    |                                         | 108                                     | 108                                     |
| 1852 | 1852                                    |                                         | 116                                     | 116                                     |
| 1858 | 1858                                    |                                         | 113                                     | 113                                     |
| 1864 | 1864                                    |                                         | 94                                      | 94                                      |
| 1871 | 1871                                    |                                         | 84                                      | 84                                      |
| 1875 | 1875                                    |                                         | 99                                      | 99                                      |
| 1885 | 1885                                    |                                         | 108                                     | 108                                     |
| 1895 | 1895                                    |                                         | 105                                     | 105                                     |
| 1905 | 1905                                    |                                         | 102                                     | 102                                     |
| 1910 | 1910                                    |                                         | 108                                     | 108                                     |
| 1925 | 1925                                    |                                         | 122                                     | 122                                     |
| 1939 | 1939                                    |                                         | 112                                     | 112                                     |
| 1946 | 1946                                    |                                         | 152                                     | 152                                     |
| 1950 | 1950                                    |                                         | 170                                     | 170                                     |
| 1956 | 1956                                    |                                         | 135                                     | 135                                     |
| 1961 | 1961                                    |                                         | 117                                     | 117                                     |
| 1967 | 1967                                    |                                         | 175                                     | 175                                     |
| 1970 | 1970                                    |                                         | 274                                     | 274                                     |
| 1980 | 1980                                    |                                         | ?                                       | ?                                       |
| 1990 | 1990                                    |                                         | ?                                       | ?                                       |
| 2000 | 2000                                    |                                         | ?                                       | ?                                       |
| 2011 | 2011                                    |                                         | 363                                     | 363                                     |
| Datenquelle: Historisches Gemeindeverzeichnis für Hessen: Die Bevölkerung der Gemeinden 1834 bis 1967. Wiesbaden: Hessisches Statistisches Landesamt, 1968. Weitere Quellen: LAGIS; 1800; Zensus 2011 |                                         |                                         |                                         |                                         |

## Politik
Für Eschollbrücken und Eich besteht ein gemeinsamer Ortsbezirk mit Ortsbeirat und Ortsvorsteher, der nach Maßgabe der §§ 81 und 82 HGO und des Kommunalwahlgesetzes in der jeweils gültigen Fassung gebildet ist.
Für Details siehe Ortsbeirat Eschollbrücken.